# Cruiser Tank Mark VIII (A27L) Centaur
Крейсерський танк Модель 8, «Кентавр» (англ. Tank Cruiser Mk VIII Centaur), A27L — британський крейсерський танк періоду Другої світової війни.

## Історія створення
У 1941 р. було прийнято рішення про розробку поряд з танком А27, оснащеним дефіцитним на той час двигуном Meteor, так званого проміжного варіанту з двигуном Liberty L-12 що вироблявся у великих кількостях. Останній міг застосовуватися в комплексі з новою трансмісією Merritt-Brown, яка прийшла на зміну старій планетарної трансмісії типу Wilson, яка використовувалася на англійських танках ще під час Першої світової війни. Проєкт танка розробила фірма English Electric, і він отримав назву Centaur та індекс A27L (L — Liberty). Варіант же з двигуном Meteor позначався індексом А27М.
У виробництві Centaur брало участь кілька фірм: Leyland, LMS, Harland, Fowler, English Electric і Nuffield. Всього з серпня 1942-го по лютий 1944 було випущено 3134 танка Centaur всіх модифікацій (включаючи і ЗСУ). Таким чином, цей танк, менш знаменитий, ніж Cromwell, став наймасовішим «важким крейсером» англійської армії періоду Другої світової війни.

## Модифікації

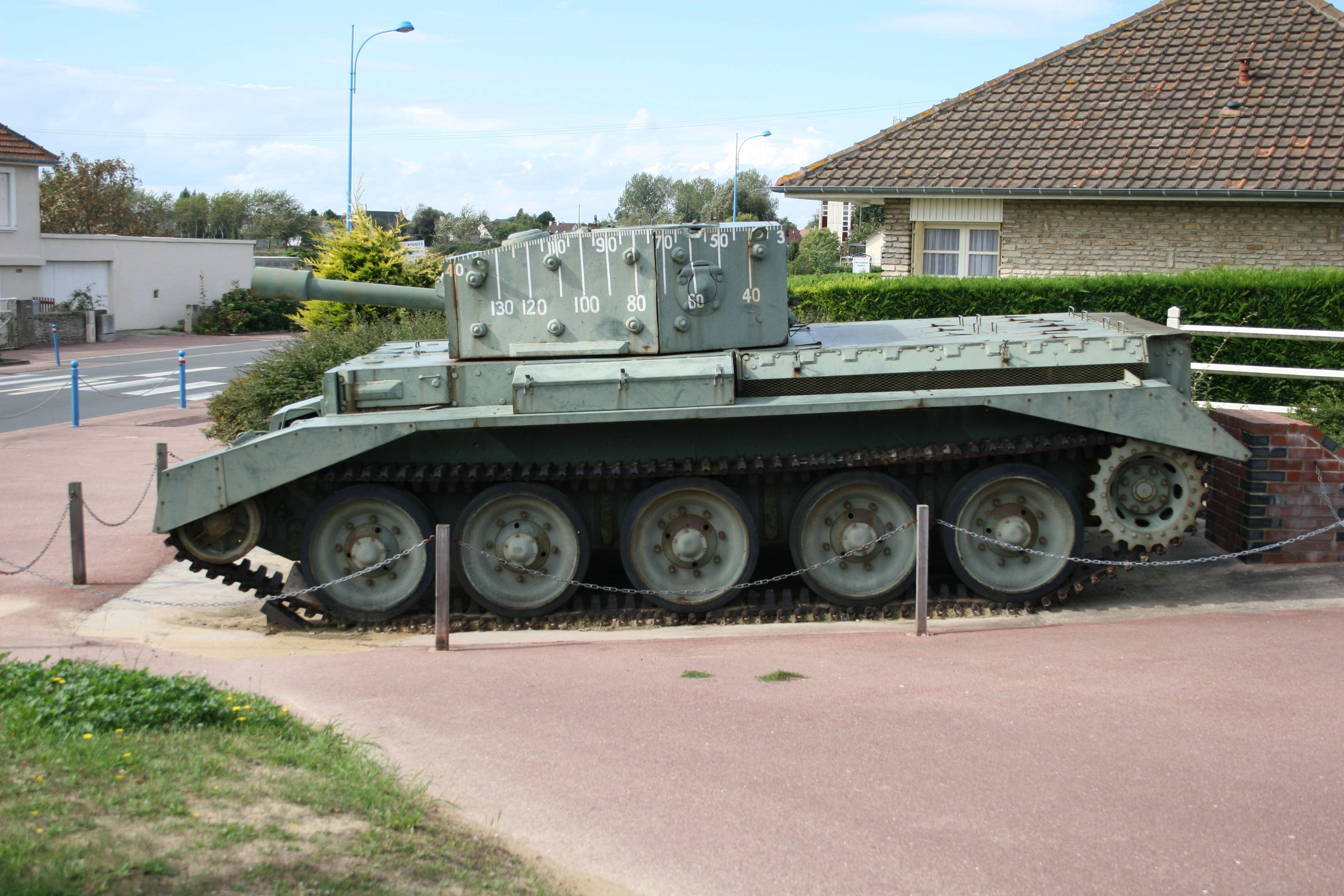
Британський танк Centaur Mk.IV, біля Сворд Біч, Нормандія, Франція

- Centaur I — перший варіант танка, озброєний 6-фунтовою гарматою. Нічим, крім дрібних деталей не відрізнявся від танка Cavalier.
- Centaur II — ширша гусениця та провідне колесо з більшим числом зубів. Серійно не випускався.
- Centaur III — 75-мм гармата Мк V або Мк VA. Значна частина машин цієї модифікації була отримана шляхом переробки з Centaur I.
- Centaur IV — танк підтримки, озброєний 95-мм гаубицею. Гаубиця стріляла осколково-фугасними та димовими снарядами. Початкова швидкість 328 м/с. Боєкомплект 51 постріл. Бойова маса танка 28,874 т.